# Rostsidig glasögonfågel
Rostsidig glasögonfågel (Zosterops borbonicus) är en fågel i familjen glasögonfåglar inom ordningen tättingar.

## Utseende och läte
Rostsidig glasögonfågel är en udda medlem av familjen som saknar den typiska vita ringen runt ögat, men har istället en dunig vit övergump. Fjäderdräkten varierar förvånansvärt mycket med tanke på det begränsade utbredningsområdet, med fyra former som i stort sett är åtskilda. Den kan vara mestadels brun, mestadels grå eller en blandning av båda. Ytligt sett kan den likna réunionglasögonfågeln, men skiljs lätt på avsaknad av ögonring och olivgrönt i dräkten. Sången består av en upprepad serie melodiska toner, medan lätena är skallrande och skriande.

## Utbredning och systematik
Arten förekommer på Réunion i Indiska oceanen. Den behandlas antingen som monotypisk eller delas in i tre underarter med följande utbredning:
- Zosterops borbonicus alopekion – höglänta områden i centrala delen
- Zosterops borbonicus borbonicus – norra och östra sluttningarna
- Zosterops borbonicus xerophilus – öns västra kust

Tidigare betraktades gråvit glasögonfågel (Z. mauritianus) på Mauritius utgöra en underart till borbonicus, men urskiljs numera allmänt som egen art.

## Levnadssätt
Rostsidig glasögonfågel hittas i stort sett i alla miljöer där det finns tillgång på träd. Den är en social fågel som vanligen ses i flock.

## Status
IUCN kategoriserar den trots sitt mycket begränsade utbredningsområde som livskraftig. Beståndet uppskattas till mellan 100 000 och en halv miljon vuxna individer.